# Чеглок Элеоноры

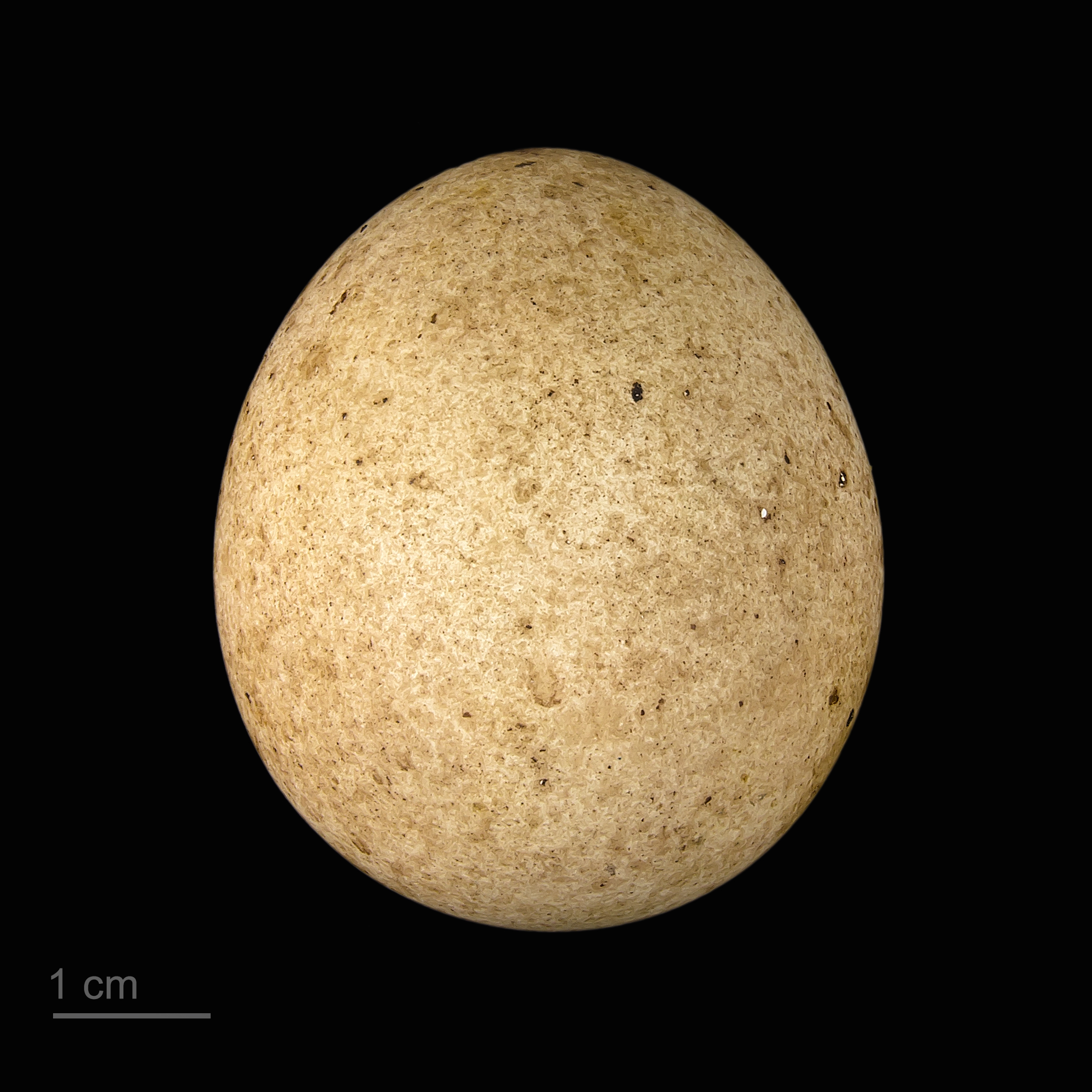
яйцо Falco eleonorae - Тулузский музеум

Чегло́к Элеоно́ры, или алет, или сокол Элеоноры (лат. Falco eleonorae) — вид хищных птиц рода соколов.
Птица получила название в честь Элеоноры д’Арбореа — правительницы одного из феодальных государств средневековой Сардинии, прославившейся гуманными по своим временам законами, охранявшими, в частности, хищных птиц.

## Описание
Длина птицы 36—42 см, размах крыльев 87—104 см, что крупнее обыкновенного чеглока. По окраске похож на последнего, но встречаются и полностью чёрные особи. У самок и молодых птиц присутствуют коричневые, желтоватые и бурые тона.
Гнездится небольшими колониями на карнизах прибрежных скал.
Чеглок Элеоноры гнездится осенью, позже чем любая другая птица Северного полушария: кладка в июле-августе, птенцы-слётки в сентябре-октябре. Это позволяет ему выкармливать потомство мелкими перелётными птицами, массово мигрирующими в это время года из Европы в Африку. В остальное время чеглок Элеоноры питается крупными насекомыми.

## Ареал
Перелётная птица. Гнездится на островах Средиземного моря: в Греции (более 2/3 популяции), Хорватии, на Кипре, Сардинии (острова Торо, Сан-Пьетро ), Сицилии, Мальте, Балеарских островах, а также на побережье Алжира и Туниса. Часть популяции гнездится на атлантическом побережье Марокко и Канарах. Зимуют на Мадагаскаре (где зимует также часто схожий по окраске серебристый чеглок) и Коморах, а также, возможно, на юго-востоке Африки. В период миграции перелётных птиц за 40 дней отлавливает 350—400 перелётных птиц.